# 栗原宿
栗原宿（くりばらしゅく）は、山梨県山梨市下栗原に所在した宿駅。甲州街道の宿駅で、別称に下栗原宿（『甲斐国志』）。

## 概要
所在する下栗原村は甲府盆地の北東に位置し、笛吹川の支流日川・重川に挟まれた平坦地で、西には歌田村（山梨市歌田）、南には日川を挟んで八代郡小城村（現在の笛吹市一宮町小城）が隣接する。
『甲州道中分間延絵図』には宿の様子が描かれ、笛吹川沿いに北上する秩父往還や小原西分村で秩父往還から分岐する青梅往還が通る交通の要衝となっている。江戸から32里22町（約127キロメートル）余で、東の勝沼宿から31町36間（約3.4キロメートル）、西の石和宿へは1里20町30間（約6.1キロメートル）にあたる（天保14年（1843年）『宿村大概帳』）。下栗原村内を通過する往還は12町12間半であるが、宿内町並は6町ほどに展開している。
成立時期は不明だが、勝沼宿などが新規に宿駅となった元和4年（1618年）に宿立てされたと考えられている。「宿村大概帳」に拠れば歌田村・小城村が加宿に指定されていた。
天保14年（1843年）の宿内の家数は加宿の歌田・小城両村を含めて240軒、1057人。本陣1軒、脇本陣1軒、人馬継立問屋が1カ所。問屋1人、年寄4人、馬指1人。平時には問屋・年寄・馬指が詰め、大通行に際しては全員で処理した。宿建人馬25人・25疋、うち囲人馬5人・5疋。宿の中程の中町に本陣・脇本陣があり、中町の観音天神の向かいに高札場が存在している。
助郷は宝永2年（1705年）引渡目録に拠れば上石森村・中村・歌田村・下石森村・小城村・北都塚村・南田中村・下矢作村の8か村に課せられていた。
文政元年（1818年）の十返舎一九『金草鞋』では栗原宿の茶屋が取り上げられ、文政10年（1827年）の『諸国道中商人鑑』では4軒の旅籠が紹介されている。